# Saragossa uralica
Saragossa uralica is een vlinder uit de familie uilen (Noctuidae). De wetenschappelijke naam is voor het eerst geldig gepubliceerd in 2002 door Hacker & Fibiger.
De soort komt voor in Europa.